# ورزشگاه سیفکیو

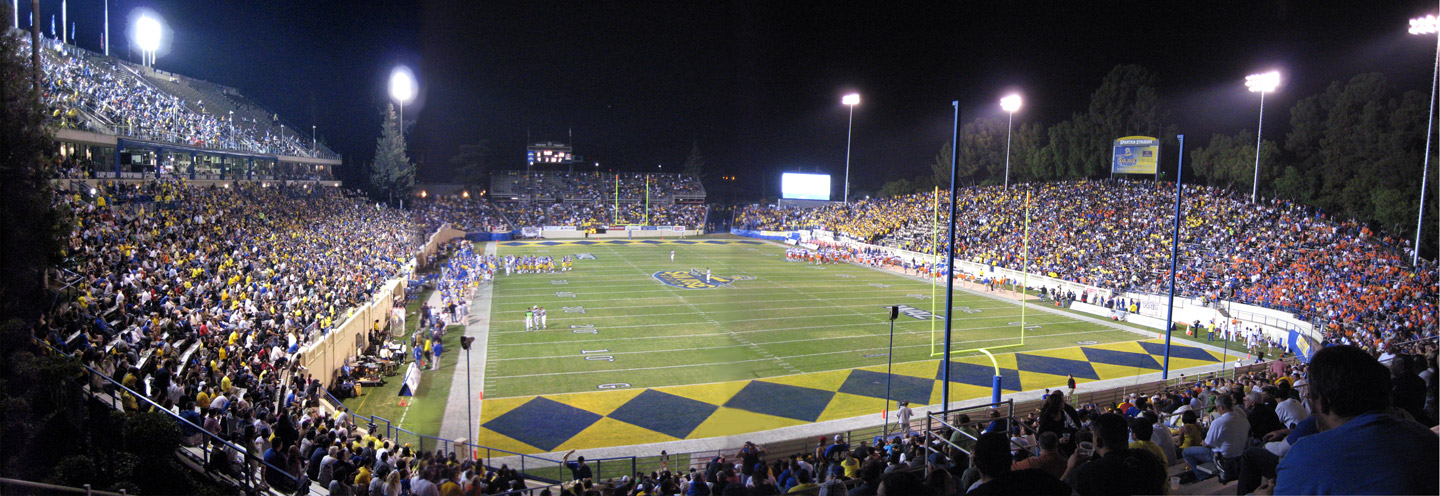

ورزشگاه اسپارتان (به انگلیسی: Spartan Stadium) با ظرفیت ۳۰٬۴۵۶ نفر در شهر سان‌خوزه٬ ایالت کالیفرنیا واقع شده‌است. ابعاد این ورزشگاه ۶۴ در ۱۰۱ متر است. در تاریخ ۱۹۳۳ تأسیس شد و دارای زمین چمن مصنوعی می‌باشد.
این ورزشگاه متعلق به دانشگاه ایالتی سن خوزه است.

## نگارخانه

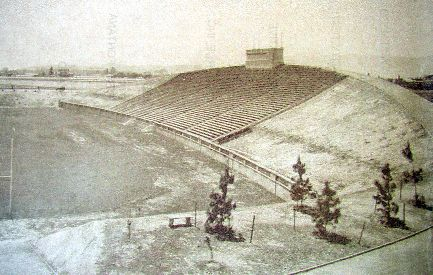
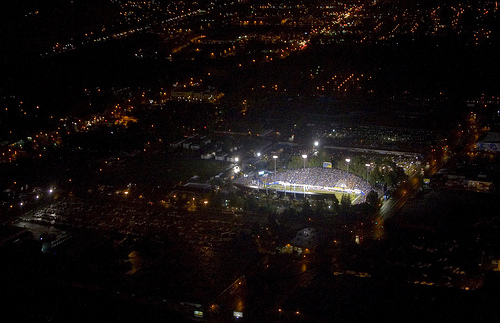
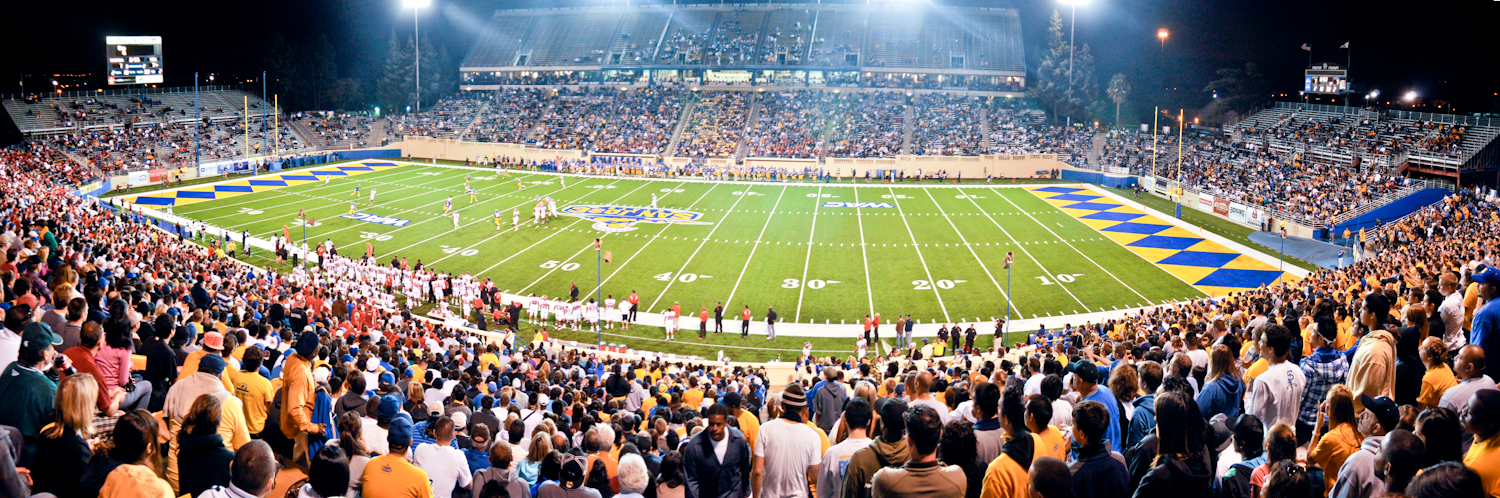
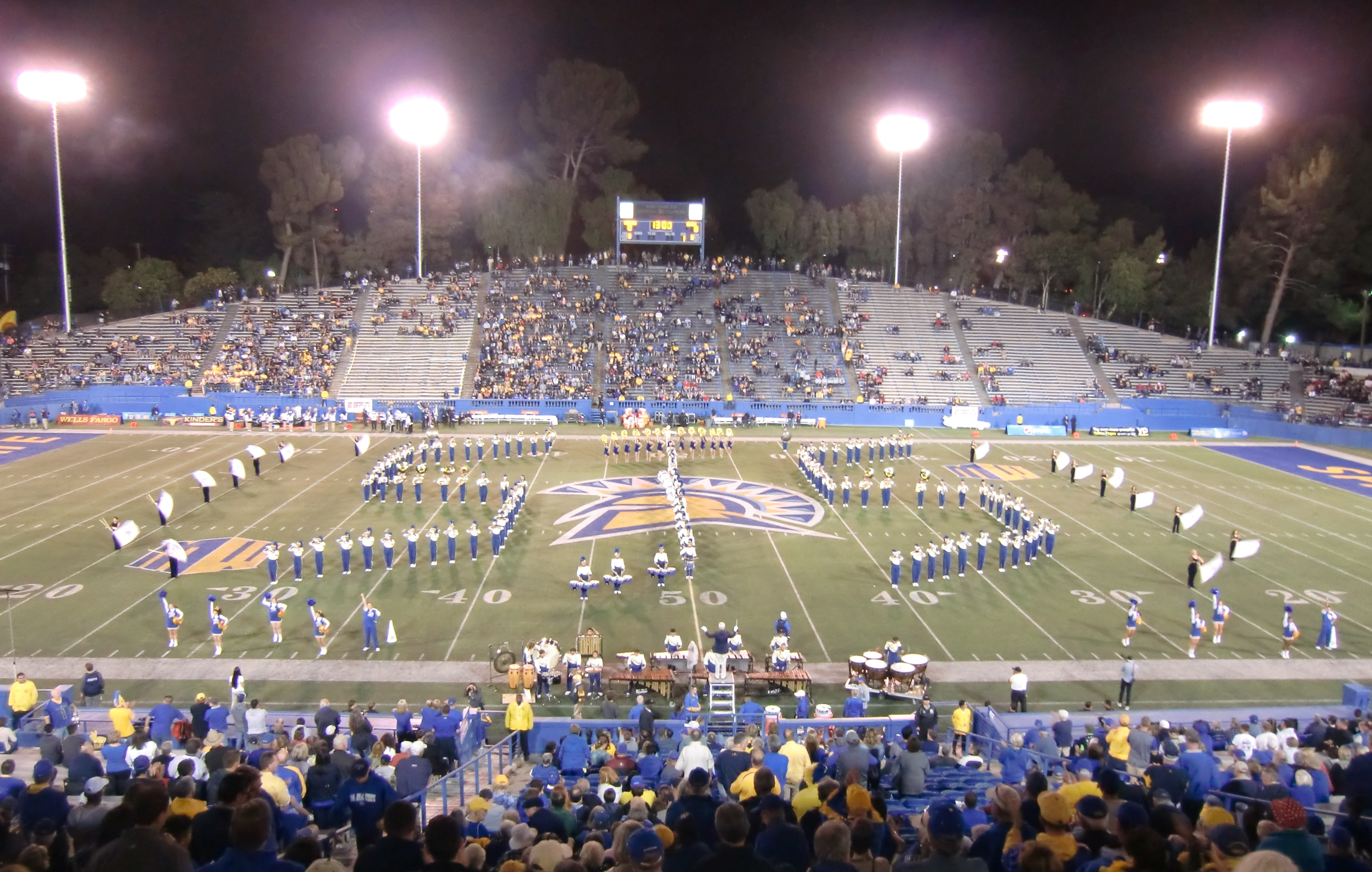
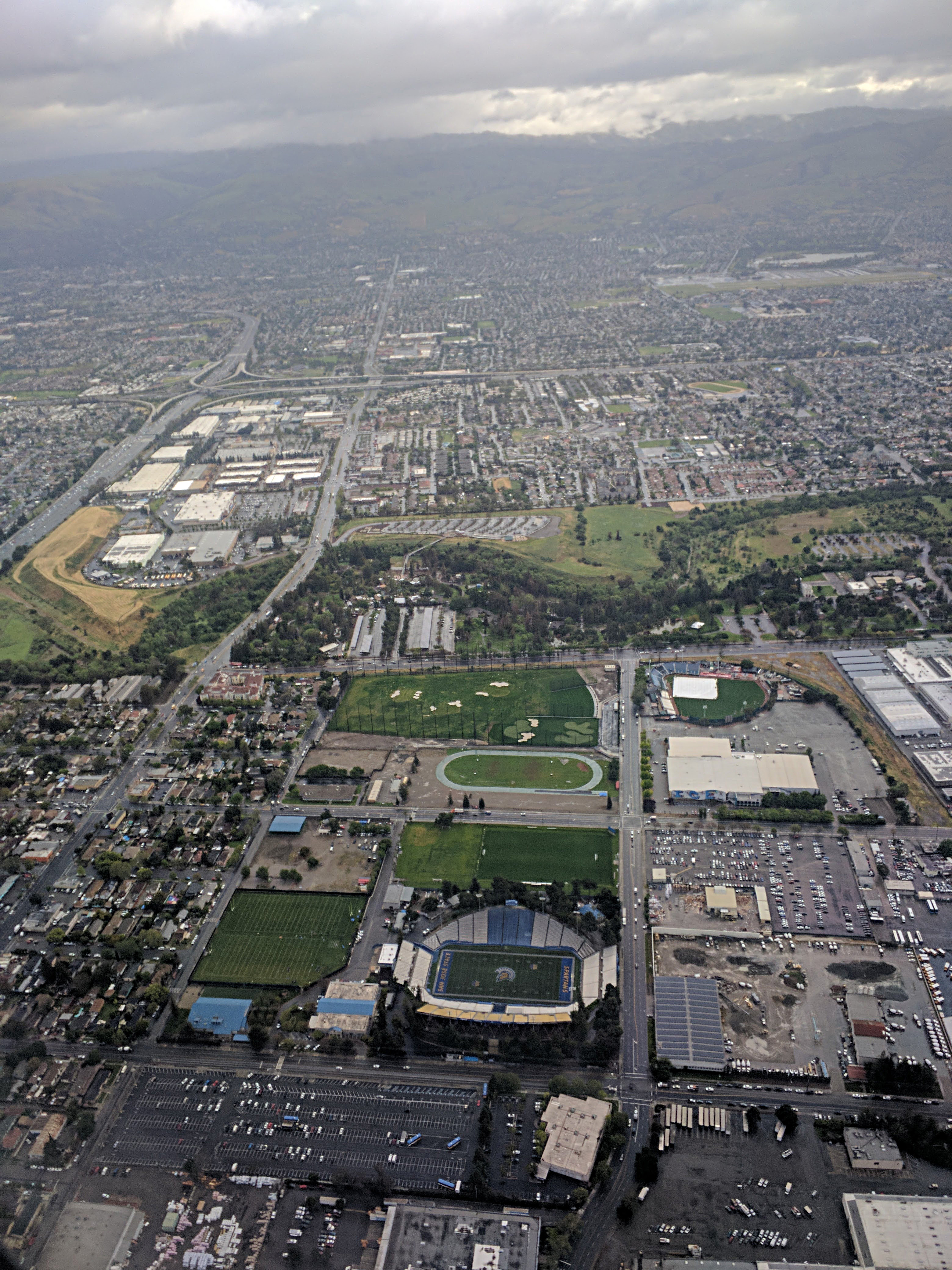